# Michael Tebbutt
Pour les articles homonymes, voir Tebbutt.
Michael Tebbutt, né le 22 décembre 1970 à Sydney, est un ancien joueur de tennis professionnel australien.
Vainqueur de deux ATP en double, il a notamment atteint la finale du Super 9 d'Indian Wells en 1996 avec Brian MacPhie. Sur le circuit secondaire, il a remporté le tournoi Challenger de Manille en 1994 en simple et quatre tournois en double.
Son meilleur résultat dans un tournoi du Grand Chelem est un huitième de finale à l'US Open en 1995 après avoir éliminé la tête de série n°12 Richard Krajicek. En double, il a disputé deux quarts de finale.

## Palmarès

### Titres en double messieurs
| No | Date       | Nom et lieu du tournoi                       | Catégorie           | Dotation  | Surface    | Partenaire       | Finalistes                   | Score         |  |
| -- | ---------- | -------------------------------------------- | ------------------- | --------- | ---------- | ---------------- | ---------------------------- | ------------- |  |
| 1  | 11-08-1997 | RCA Championships Indianapolis               | Championship Series | 915 000 $ | Dur (ext.) | Mikael Tillström | Jonas Björkman Nicklas Kulti | 7-6, 7-5      |  |
| 2  | 02-03-1998 | Franklin Templeton Tennis Classic Scottsdale | Int' Series         | 315 000 $ | Dur (ext.) | Cyril Suk        | Kent Kinnear David Wheaton   | 4-6, 6-1, 7-6 |  |

### Finales en double messieurs
| No | Date       | Nom et lieu du tournoi                         | Catégorie    | Dotation    | Surface      | Vainqueurs                     | Partenaire       | Score         |          |
| -- | ---------- | ---------------------------------------------- | ------------ | ----------- | ------------ | ------------------------------ | ---------------- | ------------- | -------- |
| 1  | 29-01-1996 | Shanghai Open Shanghai                         | World Series | 303 000 $   | Dur (ext.)   | Mark Knowles Roger Smith       | Jim Grabb        | 4-6, 6-2, 7-6 |          |
| 2  | 11-03-1996 | Newsweek Champions Cup Indian Wells            | Super 9      | 2 200 000 $ | Dur (ext.)   | Todd Woodbridge Mark Woodforde | Brian MacPhie    | 1-6, 6-2, 6-2 | Parcours |
| 3  | 08-07-1996 | Miller Lite Hall of Fame Championships Newport | World Series | 230 000 $   | Gazon (ext.) | Marius Barnard Piet Norval     | Paul Kilderry    | 6-7, 6-4, 6-4 |          |
| 4  | 20-04-1998 | US Men's Clay Court Championship Orlando       | Int' Series  | 264 250 $   | Terre (ext.) | Grant Stafford Kevin Ullyett   | Mikael Tillström | 4-6, 6-4, 7-5 |          |

## Parcours dans les tournois duGrand Chelem

### En simple
| Année | Open d'Australie | Open d'Australie | Internationaux de France | Internationaux de France | Wimbledon       | Wimbledon      | US Open         | US Open        |
| ----- | ---------------- | ---------------- | ------------------------ | ------------------------ | --------------- | -------------- | --------------- | -------------- |
| 1993  | —                | —                | —                        | —                        | —               | —              | 1er tour (1/64) | Karel Nováček  |
| 1994  | 1er tour (1/64)  | Jonas Svensson   | —                        | —                        | 2e tour (1/32)  | Michael Chang  | —               | —              |
| 1995  | 2e tour (1/32)   | S. Pescosolido   | 1er tour (1/64)          | Todd Martin              | 2e tour (1/32)  | Michael Chang  | 1/8 de finale   | Michael Chang  |
| 1996  | 3e tour (1/16)   | I. Kafelnikov    | 1er tour (1/64)          | A. Berasategui           | 1er tour (1/64) | Àlex Corretja  | 2e tour (1/32)  | Paul Haarhuis  |
| 1997  | 1er tour (1/64)  | Mark Woodforde   | —                        | —                        | 1er tour (1/64) | Javier Sánchez | 2e tour (1/32)  | Sergi Bruguera |
| 1998  | 2e tour (1/32)   | Mark Woodforde   | 1er tour (1/64)          | E. Benfele Álvarez       | 2e tour (1/32)  | V. Voltchkov   | —               | —              |
| 1999  | 1er tour (1/64)  | Paul Haarhuis    | —                        | —                        | —               | —              | —               | —              |

N.B. : à droite du résultat se trouve le nom de l'ultime adversaire.